# Blang Dalam (Beutong)
Blang Dalam is een bestuurslaag in het regentschap Nagan Raya van de provincie Atjeh, Indonesië. Blang Dalam telt 373 inwoners (volkstelling 2010).